# テリー・ジェニングス
テリー・ジェニングス（Terry Jennings、1940年7月19日 - 1981年12月11日）は、アメリカのミニマル・ミュージックの作曲家および演奏家である。

## 略歴

### カリフォルニア：初期の生活
テリー・ジェニングスは、1940年にカリフォルニア州ロサンゼルスのイーグルロックで生まれた。ジャズのバックグラウンドを経て、ピアノ、クラリネット、サックスを演奏した。彼は1950年代半ばにロサンゼルスのラ・モンテ・ヤングとジャズを演奏するようになり、後にヤングの初期の持続音スタイルの方法で作曲を始めた (Garland and Young 2001)。また、サンフランシスコ音楽院でロバート・エリクソンに、カリフォルニア芸術大学でレナード・スタインに師事した。

### ニューヨーク
ジェニングスは、1960年にニューヨークで作曲家および演奏者として活躍し、ジェームズ・ワーリング・ダンス・カンパニーおよびラ・モンテ・ヤングのシアター・オブ・エターナル・ミュージックで働いた。彼の初期の作品は静かで、シンプルで、控えめなものだった。1960年に作曲された「Piano Piece」と弦楽四重奏曲の2作品は、ヤングによって編集された作品集『アンソロジー・オブ・チャンス・オペレーション』 (Young 1963)に収録された。この作品集があって、両作品のコーネリアス・カーデューなどによるイングランドでのパフォーマンスが実現した (Garland and Young 2001)。彼は1960年代初頭に、The Living Theatre、ONCE Festival of New Music、オノ・ヨーコのChambers Streetのロフトといった会場で音楽パフォーマンスを行い、ラ・モンテ・ヤング（ヤングはジェニングスの最も近い仲間であり教師）や、ジョン・ケール、シャーロット・モーマンと一緒にサックスで演奏した。
ジェニングスの初期の音楽はまばらで、ほとんど動きがない。「Piece for Cello and Saxophone」は、非常にスローモーションでコラールのような進行を介して変調するほんの一握りのコードとメロディのパターンを反映している。彼の初期の作品の1つである「Piano」は、ジョン・ケージの著書『Notations (表記法)』（1969年）の原稿に含まれている (Cage 1969, )。彼はアメリカの作曲家ハロルド・バッドとピーター・ガーランド、そしてイギリスの作曲家ハワード・スケンプトンに強い影響を与えた。1970年代、彼は新ロマン主義スタイルに変わった (Garland and Young 2001)。
ジェニングスは、1981年にカリフォルニア州サンパブロで亡くなった。